# ギー・ラリベルテ
ギー・ラリベルテ（Guy Laliberté、1959年9月2日 - ）は、カナダの大道芸人、実業家、慈善活動家。エンターテイメント集団「シルク・ドゥ・ソレイユ」の創設者であり、現在は同最高経営責任者を務めている。ケベック州ケベック市出身。2004年にカナダ勲章を受章している。
2009年には世界で7人目の宇宙旅行者としてソユーズTMA-16に搭乗し国際宇宙ステーションに滞在した。宇宙では地球の水資源の大切さを訴える放送を行い、ソユーズTMA-14で地球に帰還の際には道化師が使用する「赤鼻」を付けるなどのパフォーマンスを行なった。